# Fiamuri Arbërit
Fiamuri Arbërit, другой вариант — Flamuri i Arbërit (алб. Знамя Албании) — литературный журнал, который издавал албанский общественный деятель и писатель Иероним Де Рада с 1883 по 1887 год. Журнал приобрёл большое влияние среди албанцев и сыграл значительную роль в национально-культурном возрождении албанского народа.
Первый номер журнала вышел 20 июля 1883 года в городе Козенца, Италия. Журнал выходил на албанской азбуке, придуманной самим Иеронимом Де Радой. Позже журнал стал публиковать статьи на итальянском языке. На страницах журнала публиковались статьи, посвящённые албанской культуре, истории, фольклоре и литературе.
В 1887 году итальянский поэт Франческо Антонио Сантори опубликовал в журнале первую часть своей поэмы «Emira».
Журнал подвергался цензуре в Османской империи и Королевстве Греция.
В 1887 году журнал официально прекратил своё издание и вместо него стал издаваться журнал «Arbri i Ri» (Молодой Албанец), в котором позднее писатель Зеф Скирой опубликовал своё сочинение «Flamur i Shqipërisë» (Пламя Албании).